# Иљбер Рамадани
Иљбер Рамадани (алб. Ylber Ramadani; Штарнберг, 12. април 1996) је албански фудбалер који тренутно наступа за Лече. Игра на позицији везног играча.

## Успеси
Вејле
- Прва лига Данске  (2) : 2017/18,[6] 2019/20.[7]

Појединачни
- Најбољи млади играч Суперлиге Албаније: 2016/17.[8]